# میتالی جاگتاپ وارادکار
میتالی جاگتاپ وارادکار (انگلیسی: Mitalee Jagtap Varadkar) هنرپیشه اهل هند است. وی در سال ۲۰۱۰ برنده جایزه ملی فیلم بهترین بازیگر زن شده‌است.